# Thaspium chapmanii
Thaspium chapmanii là một loài thực vật có hoa trong họ Hoa tán. Loài này được (J.M. Coult. & Rose) Small miêu tả khoa học đầu tiên năm 1933.